# バルバンクール

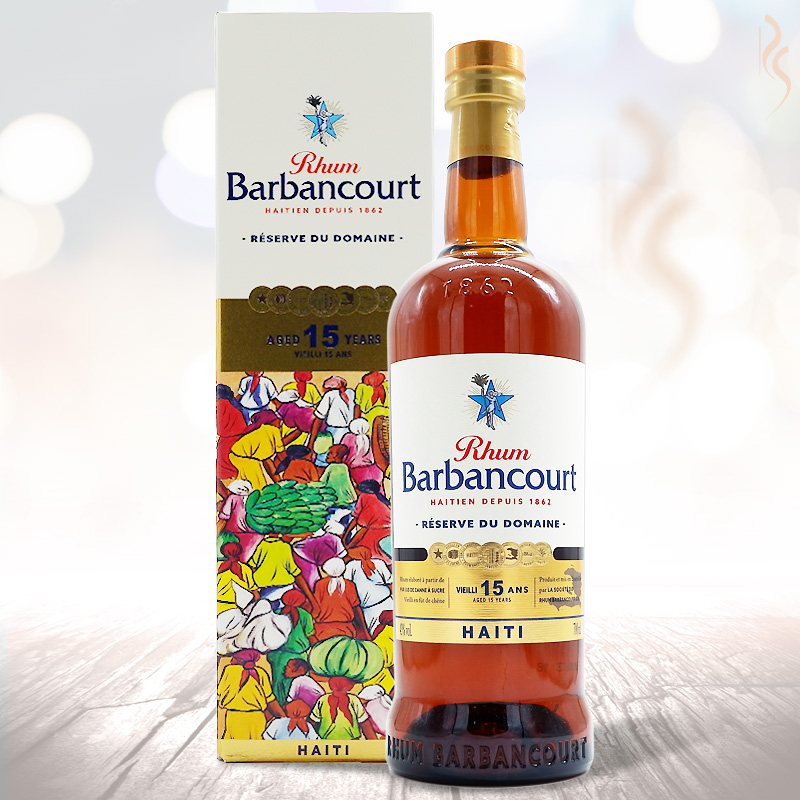
バルバンクール リゼルヴァ・デュ・ドメーヌ

バルバンクール（フランス語: Barbancourt）は、ハイチで製造されるラム酒の銘柄。ハイチのラム酒としては唯一の銘柄である。

## 概要
熟成度によって、いくつかのの種類が販売されている
かつて、ハイチには184のラム酒蒸留所が存在していたが、1890年代以降はハイチで稼働しているラム酒蒸留所はバルバンクールのものだけである。ハイチではラム酒と同じ原料、同じ製法でつくられるクレランという酒はあり、こちらの蒸留所は500を超えて稼働中である。

## 歴史

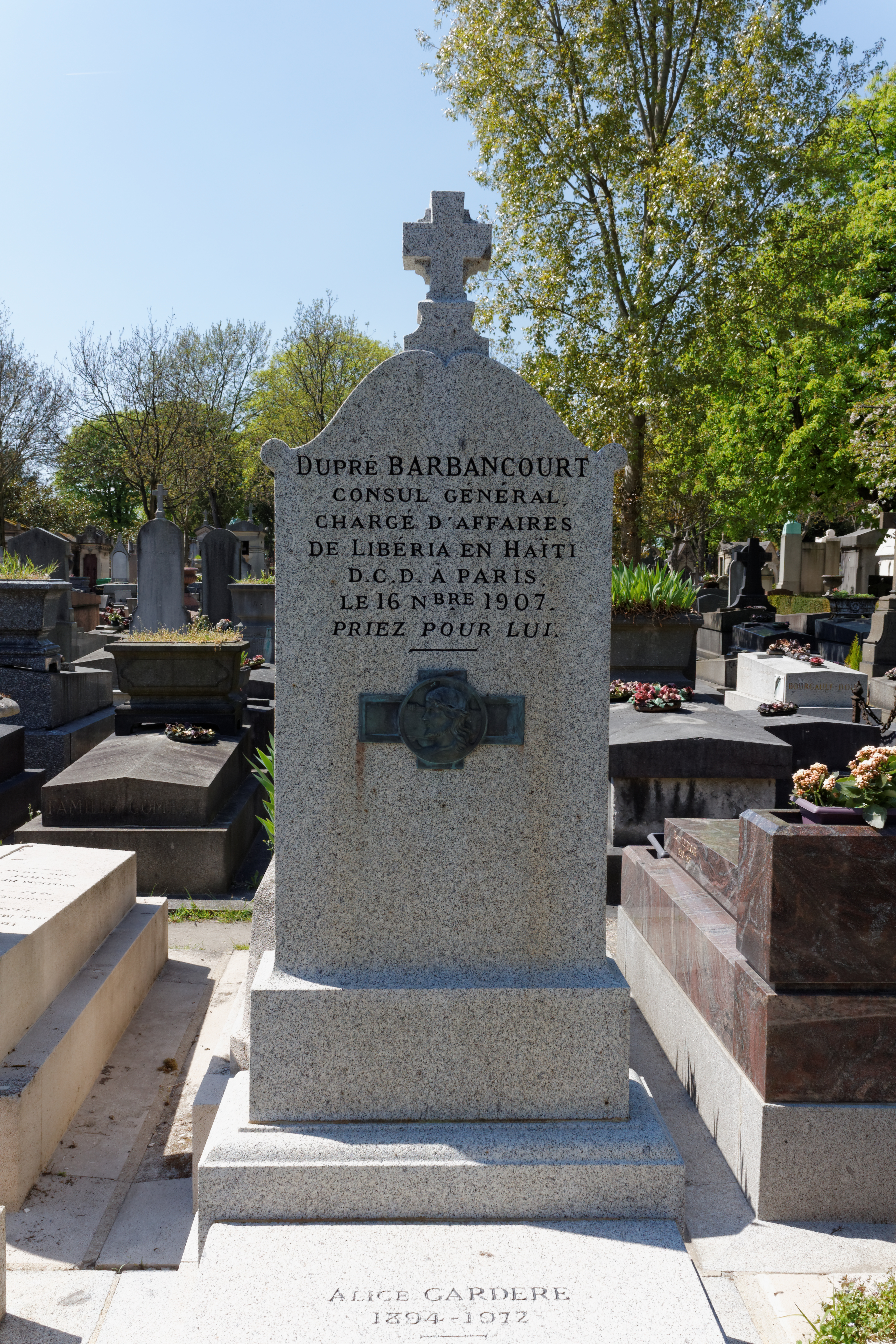
デュプール・バルバンクールの墓石 （ペール・ラシェーズ墓地）

フランス出身のデュプール・バルバンクールが、1862年にバルバンクール蒸留所を設立し、コニャックを製造する手法を用いてアグリコール・ラムの生産を始めた。デュプールはナタリ・ガルデル（Nathalie Gardère）と結婚し、蒸留所は甥のポール・ガルデル（Paul Gardère）が引継ぎ、企業としてポール・ガルデル&Co.を設立した。
ハイチ地震 (2010年)では大きな被害を被ったものの、2022年までには復興している。

## 製法
サトウキビのしぼり汁を72時間かけて発酵させ、7度前後のアルコールを作り、柱状蒸留器を用いて蒸留する。1回の蒸留で70度前後のアルコールが得られるが、この状態のものがクレランとなる。なお、クレランを名乗るには、原料はハイチ産のサトウキビのみを使用すること、収穫は全て手作業で行わなければならず、収穫したサトウキビを蒸留所まで運搬するのは動物が運ぶこと、サトウキビジュースに存在するナチュラルな酵母のみで発酵する、瓶詰めはハイチ国内のみで行うといった厳格な規則がある。
バルバンクールのラムは、再度蒸留を行い、火水調整を行った後にリムーザン地域圏産のオーク樽で熟成を行う。

## 製品
- スリースター（4年） 3-Star
- ファイブスター（8年） 5-Star
- リゼルヴァ・デュ・ドメーヌ（15年以上） Estate Reserve
- ホワイト